# 昊王渠
昊王渠又名李王渠，是西夏君主李元昊在位时（1038年—1048年）修建的以黄河水为水源的渠道，在贺兰山东部沿线穿凿，长300里。亦有研究认为，此是将淤塞的艾山-汉延渠（汉源渠）重新穿凿出来。
位于宁夏回族自治区银川市贺兰县的昊王渠遗址，2005年9月15日授予被宁夏回族自治区文物保护单位。隶属吴忠市的青铜峡市亦发现昊王渠遗迹。
西干渠的开凿利用了昊王渠的部分废弃渠道。